# 유물

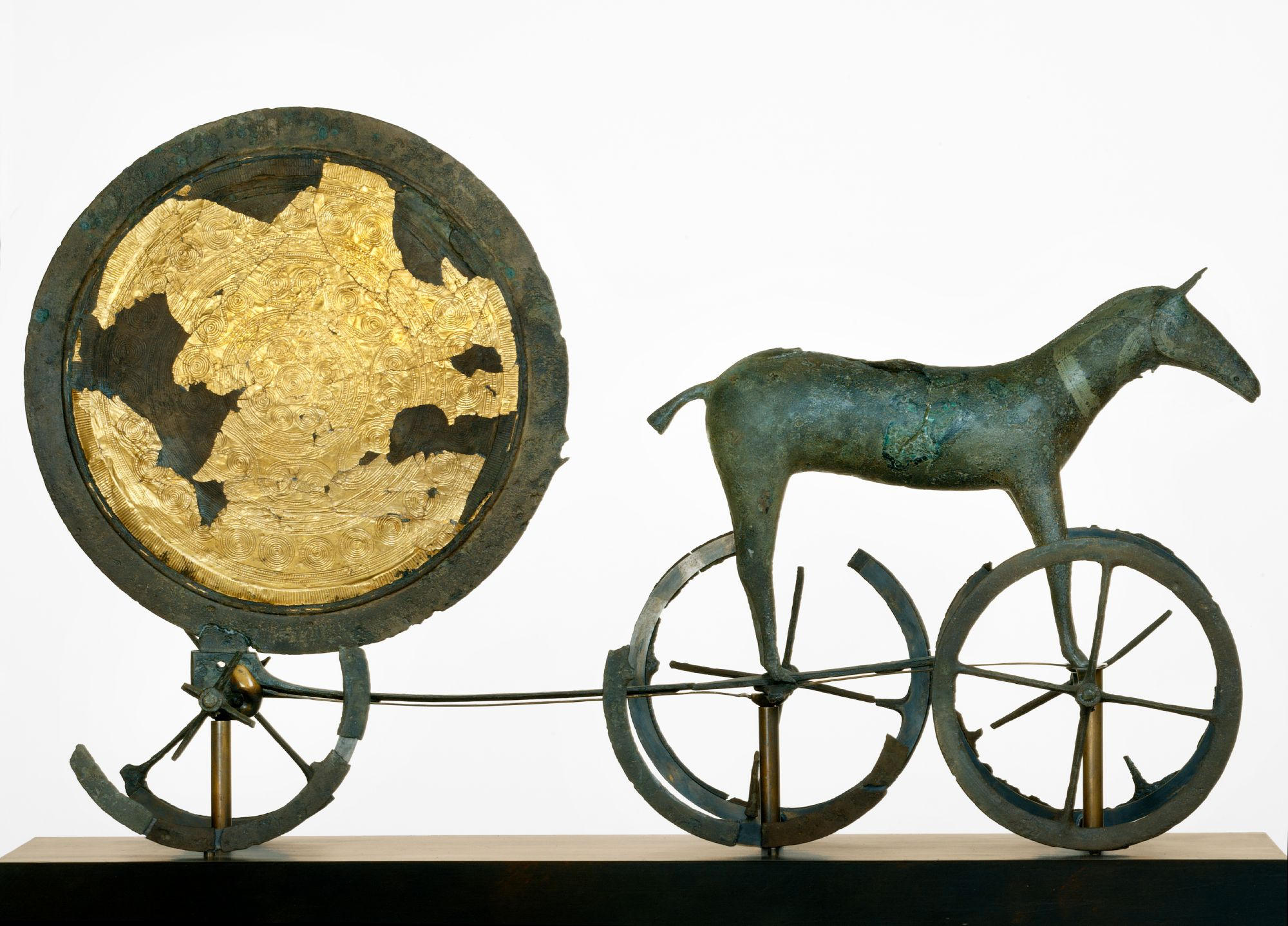

유물(遺物)은 과거 인류의 잔존물로, 유적에 비해 작고, 운반이 가능한 것들을 일컫는다.
유물은 도구나 예술 작품, 특히 고고학적 관심 대상과 같이 인간이 만들거나 모양을 부여한 항목에 대한 일반적인 용어이다. 고고학에서 이 단어는 특정 뉘앙스의 용어가 되었으며 고고학적 노력에 의해 회수된 대상으로 정의되며 문화적 관심을 갖는 문화적 유물일 수 있다.
유물은 고고학에서 사용되는 일반적인 용어인 반면, 박물관에서는 이와 동등한 일반 용어가 일반적으로 "오브젝트"(object)이고 미술사에서는 예술품 또는 "조각"과 같은 보다 구체적인 용어이다. 동일한 항목이 다른 맥락에서 모두 또는 이들 중 일부로 불릴 수 있으며 개별 개체 또는 유사한 개체 그룹에 대해 이야기할 때 더 구체적인 용어가 사용된다.
유물은 다양한 형태로 존재하며 때로는 생태 사실 및 기능과 혼동될 수 있다. 이 세 가지 모두는 때때로 고고학 유적지에서 함께 발견될 수 있다. 또한 시간이 지남에 따라 작동하는 프로세스에 따라 다양한 유형의 컨텍스트에 존재할 수 있다. 유물을 분석하고 이에 대한 정보를 제공하기 위해 다양한 분석이 이루어진다. 그러나 과학적 고고학을 통한 유물 분석 과정은 유물의 약탈과 수집에 의해 방해를 받을 수 있어 윤리적 논쟁을 촉발시킨다.

## 같이 보기
- 연대 측정
- 오파츠